# André Adam (Soziologe)
André Clément Henri Adam (* 30. Juli 1911 in Saint-Lô; † 29. Juni 1991 in Veulettes-sur-Mer) war ein französischer Soziologe und Ethnologe.
Der Absolvent einer École normale supérieure schloss sein Studium 1935 mit dem Diplom und 1936 mit der Agrégation ab; erst 1968 habilitierte er sich an der Sorbonne. Dort wurde er 1970 Professor für Sozialwissenschaften.
Seine Arbeitsschwerpunkte lagen in der Ethnologie und Soziologie des Maghreb; ihn interessierten insbesondere Fragen der Akkulturation und der Siedlungssoziologie.

## Schriften (Auswahl)
- Casablanca. Essai sur la transformation de la société marocaine au contact de l'Occident. 2 Bände, 1968
- Histoire de Casablanca: des origines à 1914. 1974.